# Morckhoven (stație de premetrou din Antwerpen)
Morckhoven (în neerlandeză Premetrostation Morckhoven) este o stație fantomă a premetroului din Antwerpen, care face parte din rețeaua de tramvai din Antwerpen. Stația este situată în estul orașului, la limita administrativă a districtelor Borgerhout și Deurne, sub intersecția străzii Stenenbrug cu Morckhovenlei, Herentalsebaan, Te Boelaerlei și Luitenant Lippenslaan. Morckhoven este o stație fantomă în adevăratul sens al expresiei, deoarece prin ea circulă tramvaie, dar acestea nu opresc. Lucrările de construcție a stației au început în 1977, dar au fost oprite doi ani mai târziu, în 1979, când Maatschappij voor het Intercommunaal Vervoer te Antwerpen (în română Societatea pentru Transport Intermunicipal din Antwerpen) (MVIA) a hotărât, la solicitarea locuitorilor din zonă, să construiască în schimb stația Collegelaan la circa 400 de metri distanță de Morckhoven. Lucrările la Morckhoven au fost definitiv abandonate în 1981. 
Stația este situată în apropierea rampei de acces la suprafață de pe strada Herentalsebaan.

## Caracteristici
La nivelul -1 se află sala pentru bilete, în timp ce la nivelul -2 se găsesc cele două linii și peroanele, de 60 de metri lungime fiecare, dispuse de o parte și de alta a liniilor. Morckhoven este singura stație a premetroului din Antwerpen căreia nu i s-a construit un acces către exterior pentru călători, din acest motiv nefiind vizibilă de la suprafață. De asemenea, este unica stație de premetrou care a fost izolată de linii cu panouri metalice, neputând fi astfel desemnată ieșire de urgență în cadrul proiectului Livan I.
Construcția rampei de acces între Morckhoven și stația de suprafață Muggenberg a fost începută în martie 2013 și terminată în 2015.

## Planuri de viitor
Morckhoven era prevăzută a fi deservită de linia 24, ale cărei tramvaie ar fi ieșit la suprafață prin rampa de acces construită la mică distanță și care ar fi continuat apoi să circule pe strada Herentalsebaan spre Silsburg. Conform Planului Pegasus, această linie ar trebui prelungită până la Ranst, dar acest lucru nu se va întâmpla mai devreme de 2020, când s-ar putea vorbi de darea în exploatare a stației. În prezent nu este prevăzută o dată pentru deschiderea stației.
Începând de sâmbătă, 18 aprilie 2015, Tunelul Reuzenpijp a fost pus în exploatare și este deservit de tramvaiele liniei 8, care circulă prin stația Morckhoven fără să oprească, dar încetinind în timp ce o traversează. 

## Imagini

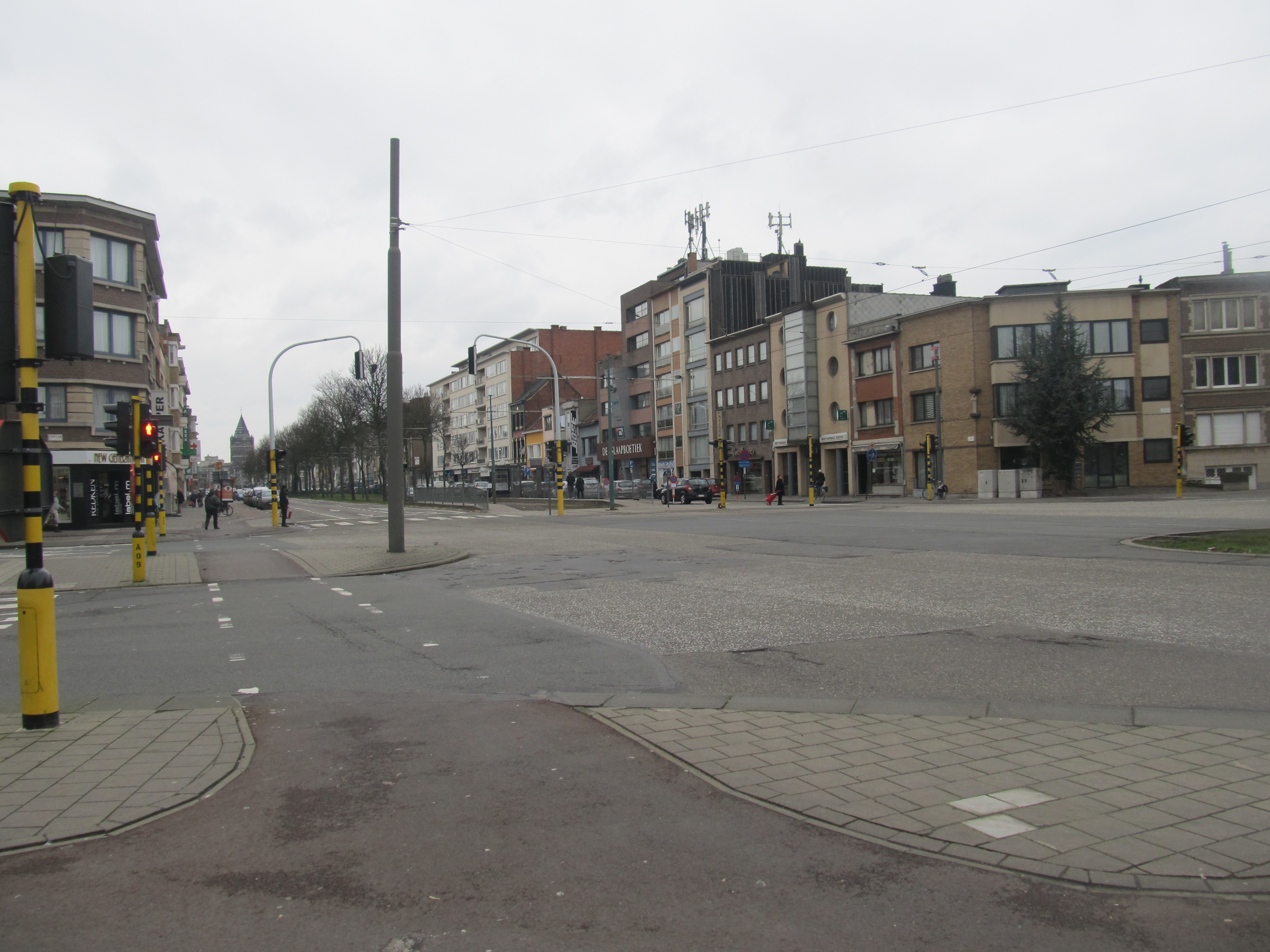
Intersecția sub care se află stația fantomă Morckhoven.
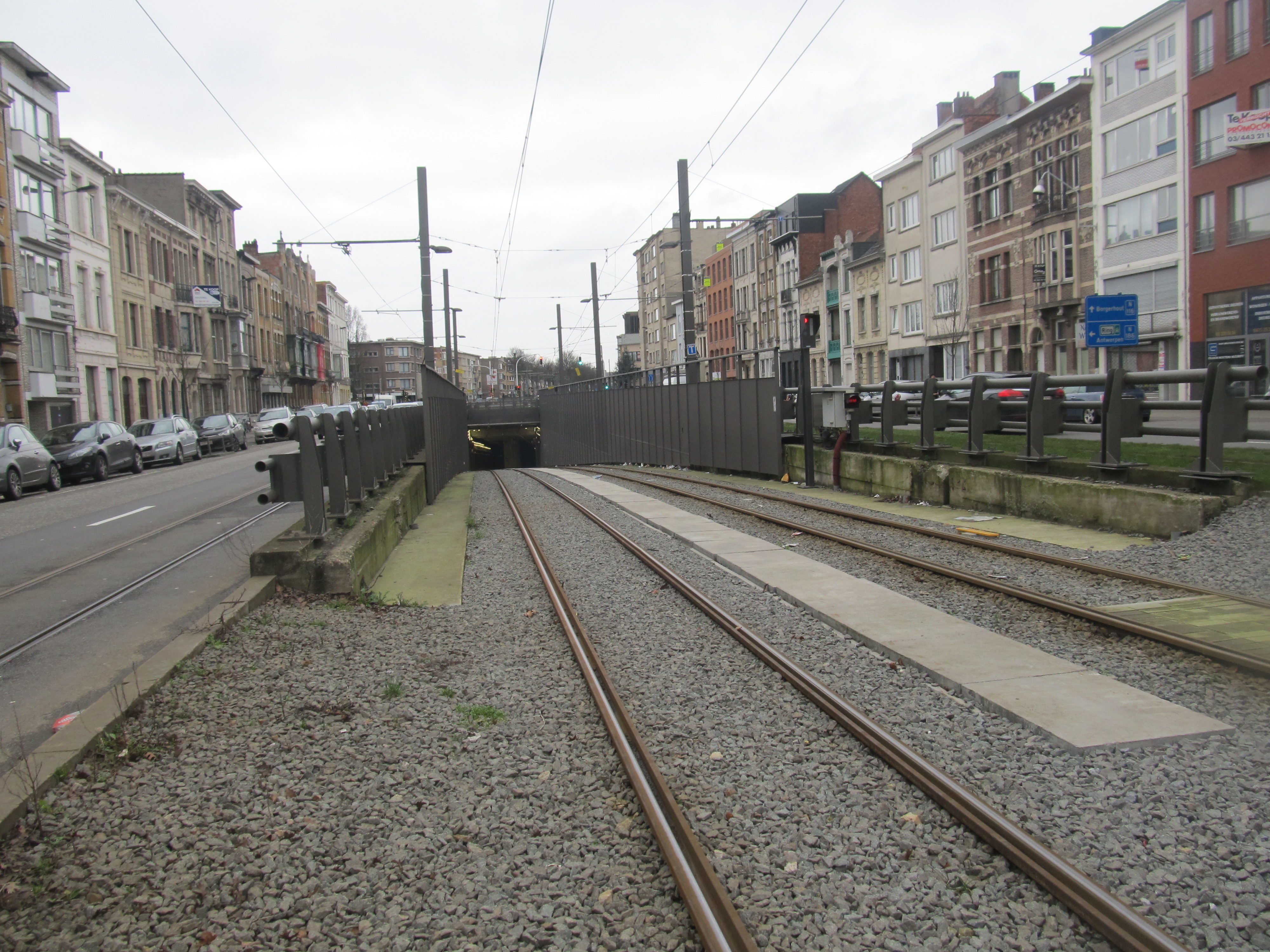
Intrarea în premetrou înainte de stația fantomă Morckhoven.
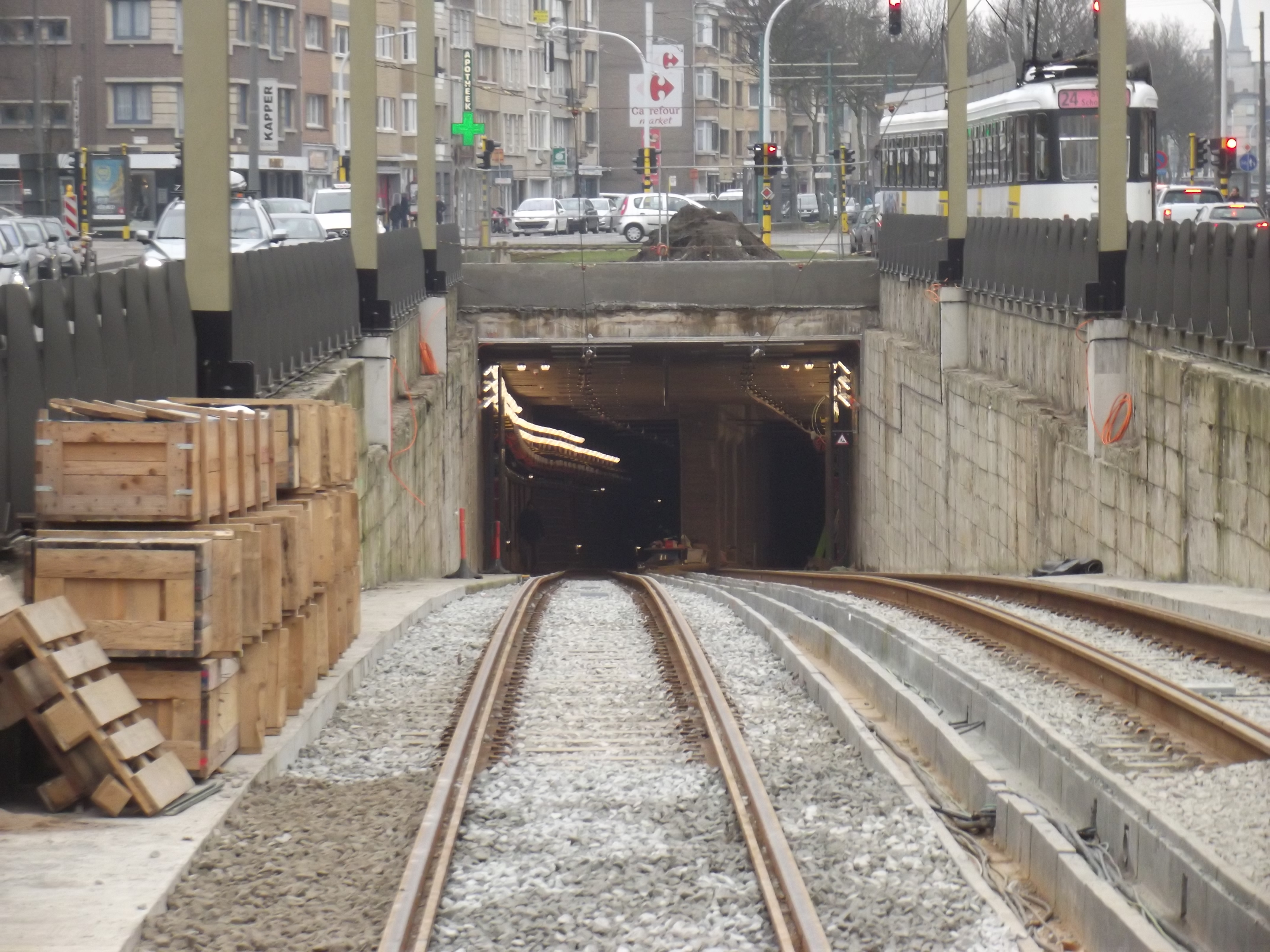
Rampa de acces în premetrou înainte de stația Morckhoven.
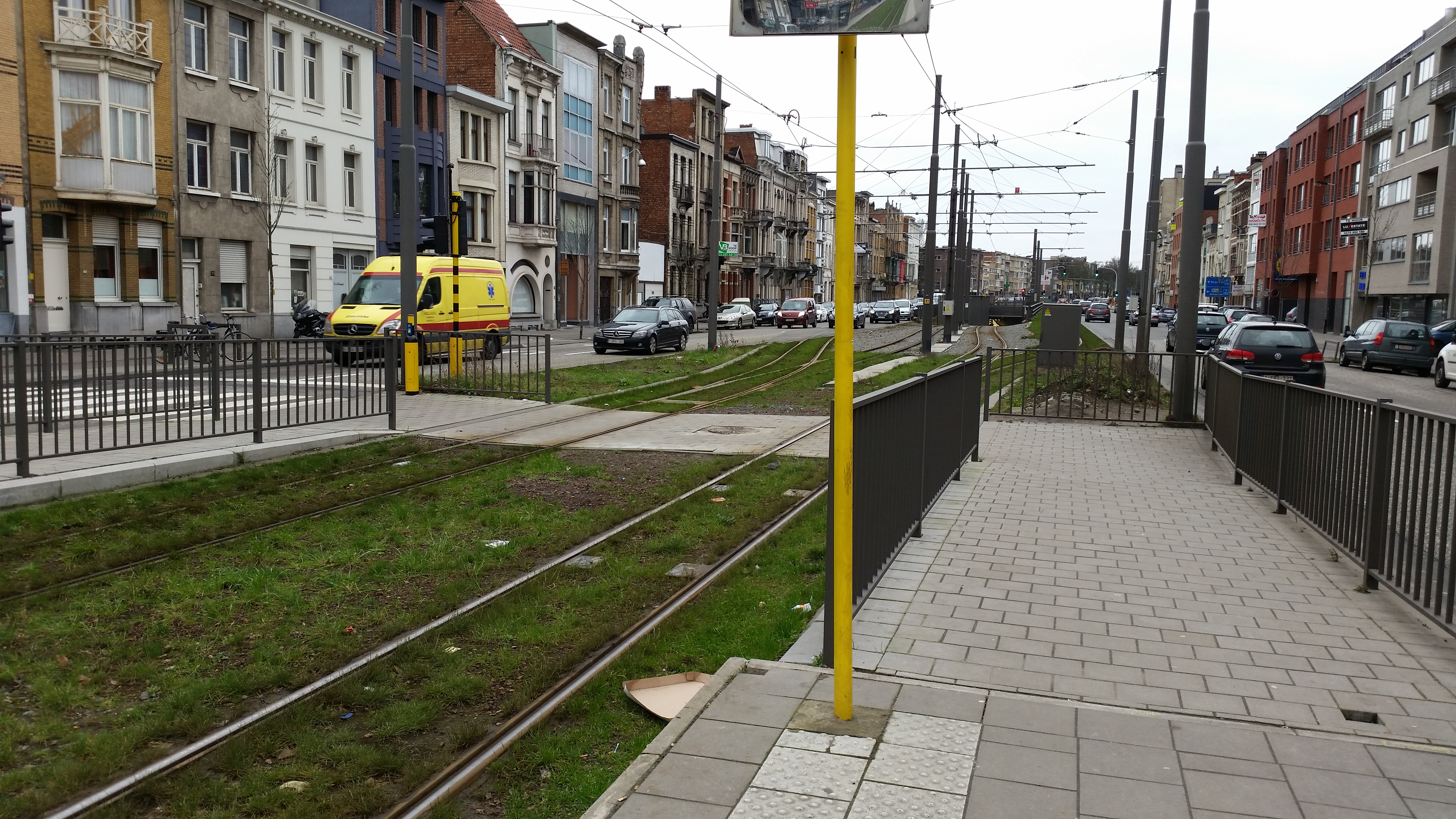
Stația de suprafață Muggenberg, ultima înainte de Morckhoven.